# Governatore della Pennsylvania

Stendardo del Governatore

Il Governatore del Commonwealth della Pennsylvania (in inglese: Governor of the Commonwealth of Pennsylvania) è il capo del governo e delle forze armate del Commonwealth della Pennsylvania.

## Poteri
- Il governatore è il comandante in capo delle forze armate dello stato di Pennsylvania.
- Detiene il potere di veto
- Ha il dovere di far rispettare le leggi dello Stato
- In casi specifici ha il potere di concedere la grazia.

## Governatori
La Pennsylvania è stata una delle tredici colonie originarie, ed è stata ammessa come stato il 12 dicembre 1787. Prima di dichiarare la propria indipendenza, la Pennsylvania era una colonia del Regno di Gran Bretagna; guarda la lista dei governatori coloniali for the pre-statehood period.

### Presidenti del Consiglio Supremo Esecutivo
La prima costituzione della Pennsylvania nel 1776 costitui il Consiglio Supremo Esecutivo, potere esecutivo dello Stato, con il Presidente come il suo capo. Il presidente veniva scelto annualmente dal Consiglio.
La costituzione del 1776 istituiva anche la posizione di "vice-presidente", anche se nessuna disposizione è stata fatta se la carica di presidente è diventato vacante, che si è verificato quattro volte.
Un presidente ad interim, George Bryan, è stato successivamente riconosciuto come un governatore a tutti gli effetti, a causa della sua facente funzione di presidente per più di sei mesi.
| # | Foto                                                 | Nome                           | Mandato          | Mandato          | Vice Presidente                                    |
| # | Foto                                                 | Nome                           | Inizio           | Termine          | Vice Presidente                                    |
| - | ---------------------------------------------------- | ------------------------------ | ---------------- | ---------------- | -------------------------------------------------- |
| 1 |                                                      | Thomas Wharton Jr. (1735-1778) | 5 marzo 1777     | 23 maggio 1778   | George Bryan (23 maggio 1778 - 23 maggio 1778)     |
| 2 |                                                      | George Bryan (1731-1791)       | 23 maggio 1778   | 1 dicembre 1778  | —                                                  |
| 3 |                                                      | Joseph Reed (1741-1785)        | 1 dicembre 1778  | 15 novembre 1781 | George Bryan (1 dicembre 1778 - 11 ottobre 1779)   |
| 3 | Matthew Smith (11-23 ottobre 1779)                   | Joseph Reed (1741-1785)        | 1 dicembre 1778  | 15 novembre 1781 |                                                    |
| 3 | William Moore (23 ottobre 1779 - 14 novembre 1781)   | Joseph Reed (1741-1785)        | 1 dicembre 1778  | 15 novembre 1781 |                                                    |
| 4 |                                                      | William Moore (ca. 1735-1793)  | 15 novembre 1781 | 7 novembre 1782  | James Potter                                       |
| 5 |                                                      | John Dickinson (1732-1808)     | 7 novembre 1782  | 18 ottobre 1785  | James Ewing (7 novembre 1782 –6 novembre 1784)     |
| 5 | James Irvine (6 novembre 1784 - 10 ottobre 1785)     | John Dickinson (1732-1808)     | 7 novembre 1782  | 18 ottobre 1785  |                                                    |
| 5 | Charles Biddle (10-18 ottobre 1785)                  | John Dickinson (1732-1808)     | 7 novembre 1782  | 18 ottobre 1785  |                                                    |
| 6 |                                                      | Benjamin Franklin (1706-1790)  | 18 ottobre 1785  | 5 novembre 1788  | Charles Biddle (18 ottobre 1785 - 31 ottobre 1787) |
| 6 | Peter Muhlenberg (31 ottobre 1787 - 14 ottobre 1788) | Benjamin Franklin (1706-1790)  | 18 ottobre 1785  | 5 novembre 1788  |                                                    |
| 6 | David Redick (14 ottobre 1788 - 5 novembre 1788)     | Benjamin Franklin (1706-1790)  | 18 ottobre 1785  | 5 novembre 1788  |                                                    |
| 7 |                                                      | Thomas Mifflin (1744-1800)     | 5 novembre 1788  | 21 dicembre 1790 | George Ross                                        |

### Governatori del Commonwealth della Pennsylvania

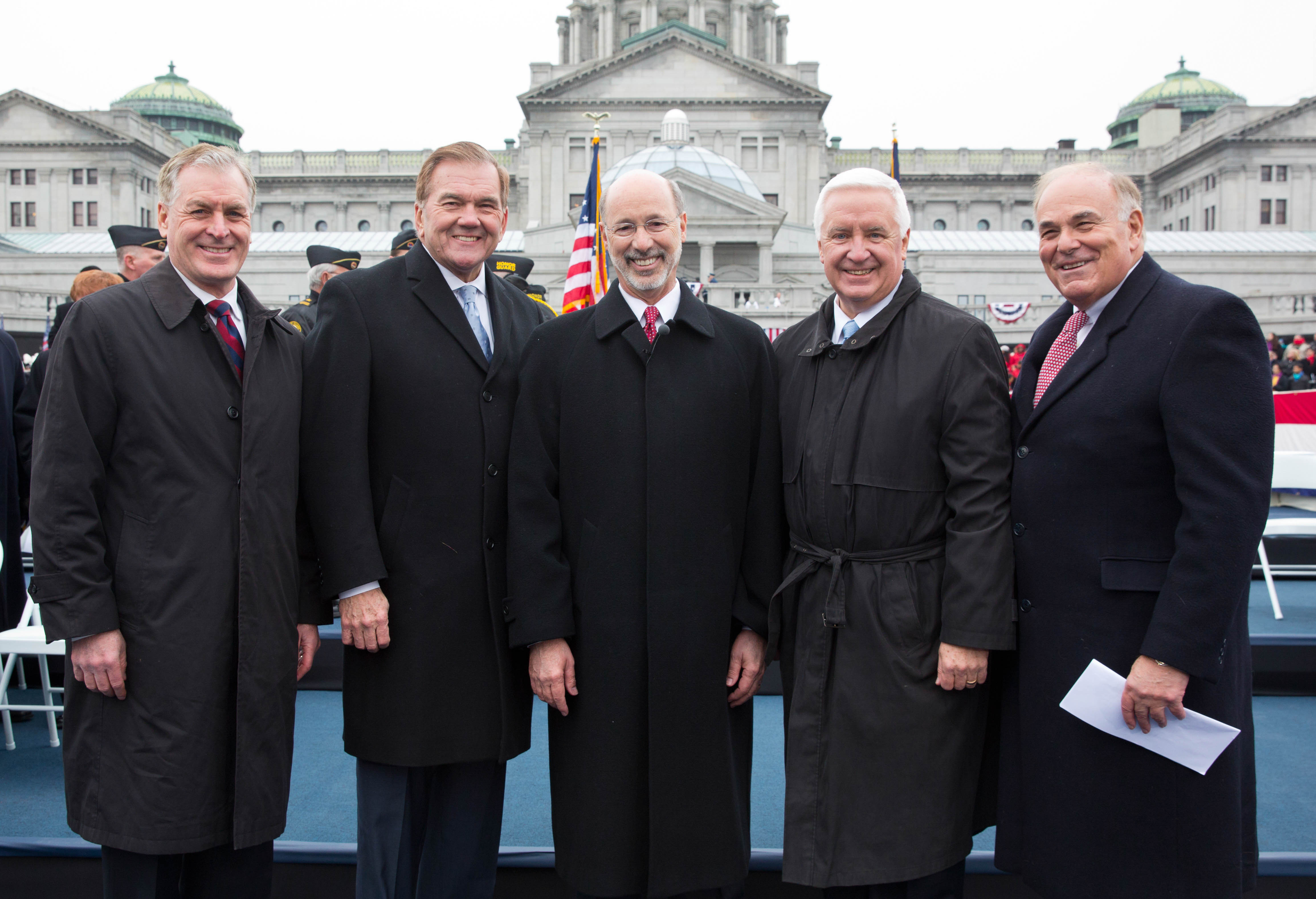
Cinque governatori dal 1995 (da sinistra a destra): Mark Schweiker, Tom Ridge, Tom Wolf, Tom Corbett and Ed Rendell (Gennaio 2015)

La Costituzione del 1790 ha abolito il Consiglio e ha sostituito il presidente con un governatore.
Secondo la costituzione del 1968, Milton Shapp è stato il primo governatore per 2 mandatitermini e Tom Corbett è stato il primo governatore in carica a perdere una rielezione successiva.
Partiti politici: 

  Repubblicano (26)
  Democratico (12)
  Democratico-Repubblicano (6)
  Whig (2)
  Anti-massonico (1)
  Sconosciuto  (1)
| #  | Foto | Nome                    | Mandato          | Mandato          | Partito                  |
| #  | Foto | Nome                    | Inizio           | Termine          | Partito                  |
| -- | ---- | ----------------------- | ---------------- | ---------------- | ------------------------ |
| 1  |      | Thomas Mifflin          | 21 dicembre 1790 | 17 dicembre 1799 | Nessuno                  |
| 2  |      | Thomas McKean           | 17 dicembre 1799 | 20 dicembre 1808 | Democratico-Repubblicano |
| 3  |      | Simon Snyder            | 20 dicembre 1808 | 16 dicembre 1817 | Democratico-Repubblicano |
| 4  |      | William Findlay         | 16 dicembre 1817 | 19 dicembre 1820 | Democratico-Repubblicano |
| 5  |      | Joseph Hiester          | 19 dicembre 1820 | 16 dicembre 1823 | Democratico-Repubblicano |
| 6  |      | John Andrew Shulze      | 16 dicembre 1823 | 15 dicembre 1829 | Democratico-Repubblicano |
| 7  |      | George Wolf             | 15 dicembre 1829 | 15 dicembre 1835 | Democratico-Repubblicano |
| 8  |      | Joseph Ritner           | 15 dicembre 1835 | 15 gennaio 1839  | Anti-massonico           |
| 9  |      | David R. Porter         | 15 gennaio 1839  | 21 gennaio 1845  | Democratico              |
| 10 |      | Francis R. Shunk        | 21 gennaio 1845  | 9 luglio 1848    | Democratico              |
| -  |      | Ufficio vacante         | 9 luglio 1848    | 26 luglio 1848   |                          |
| 11 |      | William F. Johnston     | 26 luglio 1848   | 20 gennaio 1852  | Whig                     |
| 12 |      | William Bigler          | 20 gennaio 1852  | 16 gennaio 1855  | Democratico              |
| 13 |      | James Pollock           | 16 gennaio 1855  | 19 gennaio 1858  | Whig                     |
| 14 |      | William F. Packer       | 19 gennaio 1858  | 15 gennaio 1861  | Democratico              |
| 15 |      | Andrew Gregg Curtin     | 15 gennaio 1861  | 15 gennaio 1867  | Repubblicano             |
| 16 |      | John W. Geary           | 15 gennaio 1867  | 21 gennaio 1873  | Repubblicano             |
| 17 |      | John F. Hartranft       | 21 gennaio 1873  | 21 gennaio 1879  | Repubblicano             |
| 18 |      | Henry M. Hoyt           | 21 gennaio 1879  | 16 gennaio 1883  | Repubblicano             |
| 19 |      | Robert E. Pattison      | 16 gennaio 1883  | 18 gennaio 1887  | Democratico              |
| 20 |      | James A. Beaver         | 18 gennaio 1887  | 20 gennaio 1891  | Repubblicano             |
| 19 |      | Robert E. Pattison      | 20 gennaio 1891  | 15 gennaio 1895  | Democratico              |
| 21 |      | Daniel H. Hastings      | 15 gennaio 1895  | 17 gennaio 1899  | Repubblicano             |
| 22 |      | William A. Stone        | 17 gennaio 1899  | 20 gennaio 1903  | Repubblicano             |
| 23 |      | Samuel W. Pennypacker   | 20 gennaio 1903  | 15 gennaio 1907  | Repubblicano             |
| 24 |      | Edwin Sydney Stuart     | 15 gennaio 1907  | 17 gennaio 1911  | Repubblicano             |
| 25 |      | John K. Tener           | 17 gennaio 1911  | 19 gennaio 1915  | Repubblicano             |
| 26 |      | Martin Grove Brumbaugh  | 19 gennaio 1915  | 21 gennaio 1919  | Repubblicano             |
| 27 |      | William Cameron Sproul  | 21 gennaio 1919  | 16 gennaio 1923  | Repubblicano             |
| 28 |      | Gifford Pinchot         | 16 gennaio 1923  | 18 gennaio 1927  | Repubblicano             |
| 29 |      | Stuchell John Fisher    | 18 gennaio 1927  | 20 gennaio 1931  | Repubblicano             |
| 28 |      | Gifford Pinchot         | 20 gennaio 1931  | 15 gennaio 1935  | Repubblicano             |
| 30 |      | George Howard Earle III | 15 gennaio 1935  | 17 gennaio 1939  | Democratico              |
| 31 |      | Arthur James            | 17 gennaio 1939  | 19 gennaio 1943  | Repubblicano             |
| 32 |      | Edward Martin           | 19 gennaio 1943  | 2 gennaio 1947   | Repubblicano             |
| 33 |      | John C. Bell, Jr.       | 2 gennaio 1947   | 21 gennaio 1947  | Repubblicano             |
| 34 |      | James H. Duff           | 21 gennaio 1947  | 16 gennaio 1951  | Repubblicano             |
| 35 |      | John S. Fine            | 16 gennaio 1951  | 18 gennaio 1955  | Repubblicano             |
| 36 |      | George M. Leader        | 18 gennaio 1955  | 20 gennaio 1959  | Democratico              |
| 37 |      | David L. Lawrence       | 20 gennaio 1959  | 15 gennaio 1963  | Democratico              |
| 38 |      | William Scranton        | 15 gennaio 1963  | 17 gennaio 1967  | Repubblicano             |
| 39 |      | Raymond P. Shafer       | 17 gennaio 1967  | 19 gennaio 1971  | Repubblicano             |
| 40 |      | Milton Shapp            | 19 gennaio 1971  | 16 gennaio 1979  | Democratico              |
| 41 |      | Dick Thornburgh         | 16 gennaio 1979  | 20 gennaio 1987  | Repubblicano             |
| 42 |      | Robert P. Casey         | 20 gennaio 1987  | 17 gennaio 1995  | Democratico              |
| 43 |      | Tom Ridge               | 17 gennaio 1995  | 5 ottobre 2001   | Repubblicano             |
| 44 |      | Mark S. Schweiker       | 5 ottobre 2001   | 21 gennaio 2003  | Repubblicano             |
| 45 |      | Ed Rendell              | 21 gennaio 2003  | 18 gennaio 2011  | Democratico              |
| 46 |      | Tom Corbett             | 18 gennaio 2011  | 20 gennaio 2015  | Repubblicano             |
| 47 |      | Tom Wolf                | 20 gennaio 2015  | 17 gennaio 2023  | Democratico              |
| 48 |      | Josh Shapiro            | 17 gennaio 2023  | in carica        | Democratico              |

## Altre cariche elevate tenute dai governatori
| Governatore             | Periodo        | Congresso | Congresso | Altri incarichi | Note   |
| Governatore             | Periodo        | Camera    | Senato    | Altri incarichi | Note   |
| ----------------------- | -------------- | --------- | --------- | --- | ------ |
| Joseph Reed             | 1778–1781      |           |           | Delegato al Continental Congress; eletto alla Camera dei rappresentanti rifiutò l'incarico. | [ 5 ]  |
| John Dickinson          | 1782–1785      |           |           | Governatore del Delaware, Delegato al Continental Congress per il Delaware, Delegato al Continental Congress per la Pennsylvania                                                                                        | [ 6 ]  |
| Benjamin Franklin       | 1785–1788      |           |           | Ambasciatore in Francia, Ambasciatore in Svezia | [ 7 ]  |
| Thomas Mifflin          | 1790–1799      |           |           | Presidente del Congresso Continentale | [ 8 ]  |
| Thomas McKean           | 1799–1808      |           |           | Governatore del Delaware, Presidente del Congresso Continentale | [ 9 ]  |
| Simon Snyder            | 1808–1817      |           |           | Alcune fonti dicono che è stato eletto al Senato degli Stati Uniti, ma alcune dicono solo Senato statale. Il Biographical Directory of the United States Congress non ha alcuna traccia di un termine americano Senato. | [ 10 ] |
| William Findlay         | 1817–1820      |           | S         | | [ 11 ] |
| Joseph Hiester          | 1820–1823      | H†        |           | | [ 12 ] |
| George Wolf             | 1829–1835      | H†        |           | | [ 13 ] |
| William Bigler          | 1852–1855      |           | S         | | [ 14 ] |
| James Pollock           | 1855–1858      | H         |           | | [ 15 ] |
| Andrew Gregg Curtin     | 1861–1867      | H         |           | Ambasciatore in Russia | [ 16 ] |
| John W. Geary           | 1867–1876      |           |           | Governatore del Territorio del Kansas | [ 17 ] |
| William A. Stone        | 1899–1903      | H†        |           | | [ 18 ] |
| John K. Tener           | 1911–1915      | H†        |           | | [ 19 ] |
| George Howard Earle III | 1935–1939      |           |           | Ambasciatore in Austria† | [ 20 ] |
| Edward Martin           | 1943–1947      |           | S         | | [ 21 ] |
| James H. Duff           | 1947–1951      |           | S         | | [ 22 ] |
| William Scranton        | 1963–1967      | H         |           | Ambasciatori degli Stati Uniti d'America alle Nazioni Unite | [ 23 ] |
| Dick Thornburgh         | 1979–1987      |           |           | Procuratore generale degli Stati Uniti d'America | [ 24 ] |
| Tom Ridge               | 1995–2001      | H         |           | Segretario della Sicurezza Interna | [ 25 ] |
| Tom Corbett             | 2011-2015      |           |           | Procuratore generale della Pennsylvania |        |
| Josh Shapiro            | 2023-in carica |           |           | Procuratore generale della Pennsylvania |        |